# Heribert II.
Heribert II. war von 1198 bis 1225 Abt von Werden und Helmstedt. Er war stärker als die Äbte vor und nach ihm auf antistaufischer Seite an der Reichspolitik beteiligt. Auch erreichte die Nähe Werdens zum Papsttum unter Heribert ihren Höhepunkt.

## Leben
Nach der Werdener Überlieferung soll er aus dem Geschlecht der Edelherren von Büren stammen. Allerdings war der Gebrauch dieses Namens in der Familie nicht üblich. Ein Bruder mit Namen Heinrich war Propst in Werden und seit 1200 Abt von St. Pantaleon in Köln.
Er war vor seiner Zeit als Abt Prior in Werden. Als Abt urkundlich nachweisbar ist er vom Juli 1198 bis März 1225. 
Die Haltung des Klosters war seit einiger Zeit gegen die Staufer ausgerichtet. Daher war der Abt im Streit um die Herrschaft Anhänger von Otto IV. und Gegner von Philipp von Schwaben. An der Erhebung Ottos zum König durch den Kölner Erzbischof Adolf von Altena war Heribert beteiligt. Er unterzeichnete das Schreiben über die Wahl Ottos an den Papst. Seinen Bruder Heinrich schickte er als Abgesandten nach Rom. Der Abt nahm auch an der Krönung Ottos am 12. Juli 1198 in Aachen teil. Auch danach hielt er sich mehrfach in der Umgebung Ottos auf. Noch 1209 feierte er mit diesem das Pfingstfest in Braunschweig.
Diese Position war auch wichtig für sein Verhältnis zum Papst Innozenz III. Der Papst bediente sich Heriberts für bestimmte Aufgaben. Er gehörte 1204 zu den Kirchenvertretern, die den Erzbischof von Magdeburg Ludolf von Kroppenstedt vom Bann lösen sollten. Außerdem sollte er mit anderen Äbten die umstrittene Bischofswahl in Münster prüfen und eine Regelung herbeiführen. Dabei sprach sich Heribert für Otto I. von Oldenburg aus. Er nahm an einem Kreuzzug (wahrscheinlich den Kreuzzug von Damiette) teil und sprach im Auftrag des vom Papst ernannten Kreuzzugspredigers Oliver den Grafen von Wilhelm von Holland (von einem Bann) frei und wurde dafür von Erzbischof von Trier Johann I. gebannt. Davon hat ihn Papst Honorius III. 1218 absolviert.
Die Nähe zu Otto und zum Papst brachte dem Kloster einige Vergünstigungen. So fielen die von den Staufern geforderten jährlichen Zahlungen weg. Auch erhielt Werden das zuvor entzogenen Münzrecht zurück. Vom Papst erhielt er 1199 ein Schutzmandat mit der Bestätigung von Zehntrechten. Auf der anderen Seite waren mit dem politischen und kirchlichen Engagement auch starke Belastungen verbunden. Seine Gegnerschaft zu den Staufern führte dazu, dass der Besitz Werdens in Ostfalen von Philipp von Schwaben und dessen Anhängern verwüstet wurde. Auch die Aufwendungen, die mit der Beteiligung am Romzug Ottos von Braunschweig zusammen hingen belasteten die Finanzen der Abtei. Zur Finanzierung musste das Kloster Helmstedt eine Beisteuer von 12 Mark Silber leisten. Auch wenn Heribert den Kreuzzug vorzeitig abbrach, war dies auch mit hohen Kosten verbunden. 
Wohl erst nach dem Tod Ottos ging Heribert zu den Staufern über. Er war 1222 bei der Krönung Heinrichs VII., dem Sohn Friedrich II., in Aachen anwesend. Vom Reichsdienst hielt sich Heribert unter der Herrschaft Friedrich II. offenbar fern.
Auch durch seine häufige Abwesenheit machte sich ein Nachlassen der Klosterdisziplin bemerkbar. Der Abt beabsichtigte Werden mit Unterstützung der Klöster in Deutz und Siegburg zu reformieren. Dabei wollte er sich auch auf die Autorität des Papstes stützen. Sowohl von Innozenz III. wie auch von Honorius III. erhielt Heribert entsprechende Erlaubnisse. Allerdings ist zweifelhaft, ob es tatsächlich zu nennenswerten Erfolgen kam, hat sich doch auch sein Nachfolger mit der Reformfrage beschäftigen müssen. Zu seiner Zeit war der Einfluss der Kölner Erzbischöfe groß. So verzichtete Werden zu Gunsten des Klosters Saarn auf einen Waldbesitz. Heribert war 1221 auch Zeuge für den Erzbischof in einer Urkunde für das Soester Walburgisstift.
Heribert starb nach der Werdener Überlieferung an einem 23. Juli oder an einem 29. März.